# The Hills Run Red
Pour plus de détails, voir Fiche technique et Distribution.
The Hills Run Red est un film américain réalisé par Dave Parker, sorti en 2009.

## Synopsis
Un groupe de jeunes fans d'horreur part à la recherche d'un film perdu. Sur place ils découvrent que le tueur fou du film est bien réel.

## Fiche technique
- Titre : The Hills Run Red
- Réalisation : Dave Parker
- Scénario : David J. Schow, John Dombrow et John Carchietta
- Musique : Frederik Wiedmann
- Photographie : Ilan Rosenberg
- Montage : Harold Parker
- Production : Robert Meyer Burnett, John Carchietta, Carl Morano, Roee Sharon et Jonathan Tzachor
- Société de production : BUFO
- Pays :  États-Unis et  Bulgarie
- Genre : Thriller et slasher
- Durée : 81 minutes
- Dates de sortie : 
  -  États-Unis : 29 septembre 2009

## Distribution
- Sophie Monk : Alexa
- Tad Hilgenbrink : Tyler
- William Sadler : Concannon
- Janet Montgomery : Serina
- Alex Wyndham : Lalo
- Ewan Bailey : Sonny
- Danko Jordanov : Babyface
- Mike Straub : Gabe
- Hristo Mitzkov : Jimbo
- Georgi Dimitrov : Lance
- Ekaterina Temelkova : Sherri

## Accueil
Le film a reçu un accueil mitigé de la critique. Il obtient un score moyen de 50 % sur Rotten Tomatoes.